# Ann Widdecombe

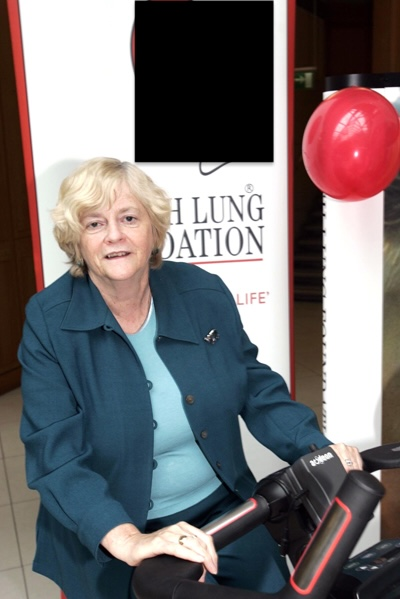
Ann Widdecombe in 2006

Ann Widdecombe (Bath, 4 oktober 1947) is een Brits politica die de Conservative Party in 2019 verruilde voor de Brexit Party. Zij is ook presentatrice en romanschrijfster.

## Carrière
Widdecombe, dochter van een ambtenaar, bezocht de Royal Naval School (een school voor kinderen van marinepersoneel) in Singapore en een kloosterschool in Bath. Vervolgens studeerde ze Latijn aan de Universiteit van Birmingham en filosofie, politiek en economie aan de Universiteit van Oxford. Tussen 1976 en 1978 was ze gemeenteraadslid in Runnymede. In 1987 werd ze tot conservatief parlementslid verkozen voor het district Maidstone (vanaf 1997 Maidstone en The Weald geheten). In 1991 kreeg ze de rang van onderstaatssecretaris voor sociale zekerheid in het kabinet van John Major en vanaf 1992 werd ze minister bij het ministerie van Binnenlandse Zaken met bevoegdheid over de gevangenissen; in die hoedanigheid bezocht ze elke gevangenis in het Verenigd Koninkrijk. Nadat de Tories in 1997 de verkiezingen verloren hadden, werd ze lid van het schaduwkabinet onder William Hague, als schaduwsecretaris voor de gezondheidszorg en schaduwminister van Binnenlandse Zaken.
Ze deed een gooi naar het leiderschap van de partij in 2001, maar vond onvoldoende steun onder de conservatieve parlementsleden. Een aanbod om in het schaduwkabinet van Iain Duncan Smith te zetelen sloeg ze af, daar ze liever terug backbencher werd. Over Michael Howard zei ze dat hij "iets duisters over zich" heeft, en David Cameron bekritiseerde ze wegens zijn politiek om lijsten van politici te maken die als eerste voor posten in aanmerking zouden komen. Ze kondigde aan dat ze zich uit de politiek zou terugtrekken bij de volgende verkiezingen. Verder zetelt ze nog in de Privy Council.
Bij de Europese Parlementsverkiezingen op 23 mei 2019 is Anne Widdecombe kandidaat voor een zetel in het Europees Parlement namens de Brexit Party onder leiding van Nigel Farage, die als voornaamste doel heeft dat het Verenigd Koninkrijk zo snel mogelijk de Europese Unie verlaat.

## Standpunten
Ann Widdecombe is een conservatief-religieuze politica, en haar politieke standpunten weerspiegelen dit. Ze is lid van de Conservative Christian Fellowship en stapte over van de Church of England naar de Rooms-Katholieke Kerk, nadat eerstgenoemde vrouwen tot priester was beginnen te wijden. Ze komt sterk op voor familiewaarden, en is een voorstander van nultolerantiebeleid ten aanzien van criminaliteit. Zo kwam ze in opspraak doordat ze zwangere gevangenen tijdens ziekenhuisbezoeken, ter voorkoming van vluchtpogingen, consequent liet handboeien. Tijdens stemmingen in het Lagerhuis over gelijkberechtiging voor homoseksuelen stemde ze tegen of onthield ze zich.
In 1990 werd het Tory-parlementslid voor Eastbourne, Ian Gow, vermoord door het Iers Republikeins Leger. Toen de kiezers daarop een liberaal-democraat naar het Lagerhuis afvaardigden, verklaarde Widdecombe dat het IRA nu "op zijn succes aan het toosten" was.
In 2000 bereidde Widdecombe een wetsvoorstel voor om nultolerantie voor het gebruik van cannabis in te voeren, met geldboetes ten bedrage van £100. Daarop werd een enquête onder de Tories gehouden, met de vraag of ze ooit zelf cannabis hadden gebruikt; meer dan de helft van hen weigerde echter te antwoorden. Dit leidde tot enige hilariteit in de media, waarop het voorstel afgevoerd werd.
Widdecombe leidde tevens in 2006 een boycot tegen British Airways, nadat de maatschappij een werkneemster had geschorst die geweigerd had haar kruisbeeld te verbergen; uiteindelijk werd de schorsing ongedaan gemaakt.
Voorts is Ann Widdecombe een dierenliefhebster; als een van de weinige Tory-parlementsleden stemde ze voor het verbod op de vossenjacht.

## Media-optredens
Ann Widdecombe schrijft romans en verscheen in verschillende televisieprogramma's. In 2004 schreef ze korte tijd de adviescolumn van The Guardian, en in 2005 presenteerde ze The Widdecombe Project en Ann Widdecombe to the Rescue, programma's waarin ze, als deskundige op het gebied van familiewaarden, advies aan problematische gezinnen gaf; deze programma's gaven haar volgens sommige commentatoren een iets menselijker gelaat. 
In 2006 en 2007 was ze tweemaal gastpresentatrice van Have I Got News for You; na de tweede maal weigerde ze echter nog terug te komen, omdat ze de scabreuze toespelingen van panellid Jimmy Carr niet meer kon verdragen. In 2010 was ze te zien in een aflevering van Strictly Come Dancing en in 2018 nam ze deel aan Celebrity Big Brother.
Ze acteert in pantomimes en speelde, als zichzelf, mee in Doctor Who. Ze nam een reclamespotje voor pasta op. Als anekdotisch fait-divers onthulde ze in Have I Got News For You dat haar kat 'Arbuthnott' heet.

## Werken
- 2000 The Clematis Tree
- 2002 An Act of Treachery
- 2005 Father Figure
- 2005 An Act of Peace

- Gemeinsame Normdatei: 1045495301
- International Standard Name Identifier: 0000 0000 4333 0860
- Library of Congress Control Number: no00023925
- Nederlandse Thesaurus van Auteursnamen: 192906941
- Virtual International Authority File: 29073382
- WorldCat: E39PBJcr8XWtrPdDQjtj8GttKd